# La Barre-en-Ouche
 La Barre-en-Ouche  là một xã thuộc tỉnh Eure trong vùng Normandie miền bắc nước Pháp.

## Huy hiệu
| Arms of La Barre-en-Ouche | The arms of La Barre-en-Ouche are blazoned: Azure, a bend sinister between in chief a decrescent and in base in fess 2 increscents argent. |